# Lista över fornlämningar i Nyköpings kommun (Vrena)
Lista över fornlämningar i Nyköpings kommun (Vrena) är en förteckning av ett urval av de fornlämningar som finns i Vrena i Nyköpings kommun.
| Namn              | Lämningstyp  | Tillkomsttid | Historisk indelning | Plats       | Läge                 | ID-nr          | Bild                                 |
| ----------------- | ------------ | ------------ | ------------------- | ----------- | -------------------- | -------------- | ------------------------------------ |
| Sö 75 (Vrena 1:1) | Runristning  |              | Vrena, Södermanland | Vrena kyrka | 58.860156, 16.700449 | 10038600010001 | Ladda upp en bild av detta fornminne |
| Vrena 2:1         | Stensättning |              | Vrena, Södermanland |             | 58.865363, 16.703133 | 10038600020001 | Ladda upp en bild av detta fornminne |
| Vrena 2:2         | Stensättning |              | Vrena, Södermanland |             | 58.865203, 16.703433 | 10038600020002 | Ladda upp en bild av detta fornminne |
| Vrena 3:1         | Stensättning |              | Vrena, Södermanland |             | 58.865638, 16.692855 | 10038600030001 | Ladda upp en bild av detta fornminne |
| Vrena 3:2         | Stensättning |              | Vrena, Södermanland |             | 58.865615, 16.693670 | 10038600030002 | Ladda upp en bild av detta fornminne |
| Vrena 4:1         | Stensättning |              | Vrena, Södermanland |             | 58.864986, 16.696101 | 10038600040001 | Ladda upp en bild av detta fornminne |
| Vrena 4:2         | Stensättning |              | Vrena, Södermanland |             | 58.864904, 16.696290 | 10038600040002 | Ladda upp en bild av detta fornminne |
| Vrena 4:3         | Stensättning |              | Vrena, Södermanland |             | 58.864759, 16.696460 | 10038600040003 | Ladda upp en bild av detta fornminne |
| Vrena 5:1         | Gravfält     |              | Vrena, Södermanland |             | 58.861136, 16.686203 | 10038600050001 | Ladda upp en bild av detta fornminne |
| Vrena 7:1         | Röse         |              | Vrena, Södermanland |             | 58.867456, 16.690373 | 10038600070001 | Ladda upp en bild av detta fornminne |
| Vrena 7:2         | Stensättning |              | Vrena, Södermanland |             | 58.867386, 16.689956 | 10038600070002 | Ladda upp en bild av detta fornminne |
| Vrena 7:3         | Stensättning |              | Vrena, Södermanland |             | 58.867526, 16.690725 | 10038600070003 | Ladda upp en bild av detta fornminne |
| Vrena 8:1         | Gravfält     |              | Vrena, Södermanland |             | 58.873187, 16.683992 | 10038600080001 | Ladda upp en bild av detta fornminne |
| Vrena 9:1         | Hög          |              | Vrena, Södermanland |             | 58.877763, 16.682273 | 10038600090001 | Ladda upp en bild av detta fornminne |
| Vrena 9:2         | Hög          |              | Vrena, Södermanland |             | 58.877681, 16.682375 | 10038600090002 | Ladda upp en bild av detta fornminne |
| Vrena 10:1        | Stensättning |              | Vrena, Södermanland |             | 58.882383, 16.680728 | 10038600100001 | Ladda upp en bild av detta fornminne |
| Vrena 10:2        | Stensättning |              | Vrena, Södermanland |             | 58.882238, 16.680950 | 10038600100002 | Ladda upp en bild av detta fornminne |
| Vrena 10:3        | Stensättning |              | Vrena, Södermanland |             | 58.882502, 16.680471 | 10038600100003 | Ladda upp en bild av detta fornminne |
| Vrena 11:1        | Gravfält     |              | Vrena, Södermanland |             | 58.886306, 16.683708 | 10038600110001 | Ladda upp en bild av detta fornminne |
| Vrena 12:1        | Gravfält     |              | Vrena, Södermanland |             | 58.885747, 16.686309 | 10038600120001 | Ladda upp en bild av detta fornminne |
| Vrena 15:1        | Gravfält     |              | Vrena, Södermanland |             | 58.882743, 16.693905 | 10038600150001 | Ladda upp en bild av detta fornminne |
| Vrena 16:1        | Fornborg     |              | Vrena, Södermanland |             | 58.883253, 16.674797 | 10038600160001 | Ladda upp en bild av detta fornminne |
| Vrena 17:1        | Gravfält     |              | Vrena, Södermanland |             | 58.872939, 16.710684 | 10038600170001 | Ladda upp en bild av detta fornminne |
| Vrena 18:1        | Gravfält     |              | Vrena, Södermanland |             | 58.870486, 16.701904 | 10038600180001 | Ladda upp en bild av detta fornminne |
| Vrena 19:1        | Gravfält     |              | Vrena, Södermanland |             | 58.872830, 16.704863 | 10038600190001 | Ladda upp en bild av detta fornminne |
| Vrena 20:1        | Gravfält     |              | Vrena, Södermanland |             | 58.868293, 16.709062 | 10038600200001 | Ladda upp en bild av detta fornminne |
| Vrena 21:1        | Röse         |              | Vrena, Södermanland |             | 58.868696, 16.711062 | 10038600210001 | Ladda upp en bild av detta fornminne |
| Vrena 21:2        | Stensättning |              | Vrena, Södermanland |             | 58.868858, 16.711101 | 10038600210002 | Ladda upp en bild av detta fornminne |
| Vrena 21:3        | Stensättning |              | Vrena, Södermanland |             | 58.868959, 16.710792 | 10038600210003 | Ladda upp en bild av detta fornminne |
| Vrena 22:1        | Stensättning |              | Vrena, Södermanland |             | 58.867369, 16.711964 | 10038600220001 | Ladda upp en bild av detta fornminne |
| Vrena 23:1        | Stensättning |              | Vrena, Södermanland |             | 58.866212, 16.716585 | 10038600230001 | Ladda upp en bild av detta fornminne |
| Vrena 24:1        | Stensättning |              | Vrena, Södermanland |             | 58.866259, 16.713177 | 10038600240001 | Ladda upp en bild av detta fornminne |
| Vrena 25:1        | Gravfält     |              | Vrena, Södermanland |             | 58.878605, 16.732891 | 10038600250001 | Ladda upp en bild av detta fornminne |
| Vrena 26:1        | Hög          |              | Vrena, Södermanland |             | 58.881628, 16.727793 | 10038600260001 | Ladda upp en bild av detta fornminne |
| Vrena 27:1        | Gravfält     |              | Vrena, Södermanland |             | 58.881547, 16.725052 | 10038600270001 | Ladda upp en bild av detta fornminne |
| Vrena 28:1        | Röse         |              | Vrena, Södermanland |             | 58.868205, 16.717957 | 10038600280001 | Ladda upp en bild av detta fornminne |
| Vrena 28:2        | Stensättning |              | Vrena, Södermanland |             | 58.868092, 16.718089 | 10038600280002 | Ladda upp en bild av detta fornminne |
| Vrena 28:3        | Gravhägnad   |              | Vrena, Södermanland |             | 58.868264, 16.718295 | 10038600280003 | Ladda upp en bild av detta fornminne |
| Vrena 29:1        | Stensättning |              | Vrena, Södermanland |             | 58.880044, 16.722157 | 10038600290001 | Ladda upp en bild av detta fornminne |
| Vrena 29:2        | Stensättning |              | Vrena, Södermanland |             | 58.879845, 16.722221 | 10038600290002 | Ladda upp en bild av detta fornminne |
| Vrena 30:1        | Stensättning |              | Vrena, Södermanland |             | 58.880269, 16.720878 | 10038600300001 | Ladda upp en bild av detta fornminne |
| Vrena 32:1        | Stensättning |              | Vrena, Södermanland |             | 58.878898, 16.717818 | 10038600320001 | Ladda upp en bild av detta fornminne |
| Vrena 33:1        | Gravfält     |              | Vrena, Södermanland |             | 58.887055, 16.705240 | 10038600330001 | Ladda upp en bild av detta fornminne |
| Vrena 34:1        | Stensättning |              | Vrena, Södermanland |             | 58.888927, 16.697706 | 10038600340001 | Ladda upp en bild av detta fornminne |
| Vrena 35:1        | Stensättning |              | Vrena, Södermanland |             | 58.893767, 16.690090 | 10038600350001 | Ladda upp en bild av detta fornminne |
| Vrena 36:1        | Stensättning |              | Vrena, Södermanland |             | 58.881588, 16.707645 | 10038600360001 | Ladda upp en bild av detta fornminne |
| Vrena 37:1        | Stensättning |              | Vrena, Södermanland |             | 58.894047, 16.673685 | 10038600370001 | Ladda upp en bild av detta fornminne |
| Vrena 37:2        | Stensättning |              | Vrena, Södermanland |             | 58.893892, 16.673957 | 10038600370002 | Ladda upp en bild av detta fornminne |
| Vrena 37:3        | Stensättning |              | Vrena, Södermanland |             | 58.894410, 16.673300 | 10038600370003 | Ladda upp en bild av detta fornminne |
| Vrena 38:1        | Stensättning |              | Vrena, Södermanland |             | 58.894516, 16.674346 | 10038600380001 | Ladda upp en bild av detta fornminne |
| Vrena 39:1        | Gravfält     |              | Vrena, Södermanland |             | 58.893185, 16.670858 | 10038600390001 | Ladda upp en bild av detta fornminne |
| Vrena 41:1        | Stensättning |              | Vrena, Södermanland |             | 58.898504, 16.662548 | 10038600410001 | Ladda upp en bild av detta fornminne |
| Vrena 42:1        | Stensättning |              | Vrena, Södermanland |             | 58.885647, 16.667782 | 10038600420001 | Ladda upp en bild av detta fornminne |
| Vrena 43:1        | Stensättning |              | Vrena, Södermanland |             | 58.877179, 16.650876 | 10038600430001 | Ladda upp en bild av detta fornminne |
| Vrena 43:2        | Stensättning |              | Vrena, Södermanland |             | 58.877288, 16.650740 | 10038600430002 | Ladda upp en bild av detta fornminne |
| Vrena 43:3        | Stensättning |              | Vrena, Södermanland |             | 58.877181, 16.650632 | 10038600430003 | Ladda upp en bild av detta fornminne |
| Vrena 45:1        | Stensättning |              | Vrena, Södermanland |             | 58.864667, 16.680382 | 10038600450001 | Ladda upp en bild av detta fornminne |
| Vrena 46:1        | Stensättning |              | Vrena, Södermanland |             | 58.864671, 16.677258 | 10038600460001 | Ladda upp en bild av detta fornminne |
| Vrena 48:1        | Gravfält     |              | Vrena, Södermanland |             | 58.864875, 16.685398 | 10038600480001 | Ladda upp en bild av detta fornminne |
| Vrena 49:1        | Stensättning |              | Vrena, Södermanland |             | 58.880592, 16.722085 | 10038600490001 | Ladda upp en bild av detta fornminne |
| Vrena 50:1        | Stensättning |              | Vrena, Södermanland |             | 58.858162, 16.682918 | 10038600500001 | Ladda upp en bild av detta fornminne |
| Vrena 53:1        | Stensättning |              | Vrena, Södermanland |             | 58.875184, 16.734074 | 10038600530001 | Ladda upp en bild av detta fornminne |
| Vrena 55:1        | Stensättning |              | Vrena, Södermanland |             | 58.865124, 16.722700 | 10038600550001 | Ladda upp en bild av detta fornminne |
| Vrena 57:1        | Stensättning |              | Vrena, Södermanland |             | 58.869690, 16.692946 | 10038600570001 | Ladda upp en bild av detta fornminne |
| Vrena 58:1        | Hällristning |              | Vrena, Södermanland |             | 58.870694, 16.688181 | 10038600580001 | Ladda upp en bild av detta fornminne |
| Vrena 60:2        | Stensättning |              | Vrena, Södermanland |             | 58.876282, 16.674350 | 10038600600002 | Ladda upp en bild av detta fornminne |
| Vrena 61:1        | Stensättning |              | Vrena, Södermanland |             | 58.873466, 16.710029 | 10038600610001 | Ladda upp en bild av detta fornminne |
| Vrena 62:1        | Stensättning |              | Vrena, Södermanland |             | 58.880153, 16.709725 | 10038600620001 | Ladda upp en bild av detta fornminne |
| Vrena 63:1        | Gravfält     |              | Vrena, Södermanland |             | 58.892513, 16.677157 | 10038600630001 | Ladda upp en bild av detta fornminne |
| Vrena 64:1        | Gravfält     |              | Vrena, Södermanland |             | 58.875739, 16.658498 | 10038600640001 | Ladda upp en bild av detta fornminne |
| Vrena 66:1        | Stensättning |              | Vrena, Södermanland |             | 58.882192, 16.643978 | 10038600660001 | Ladda upp en bild av detta fornminne |